# Mandés

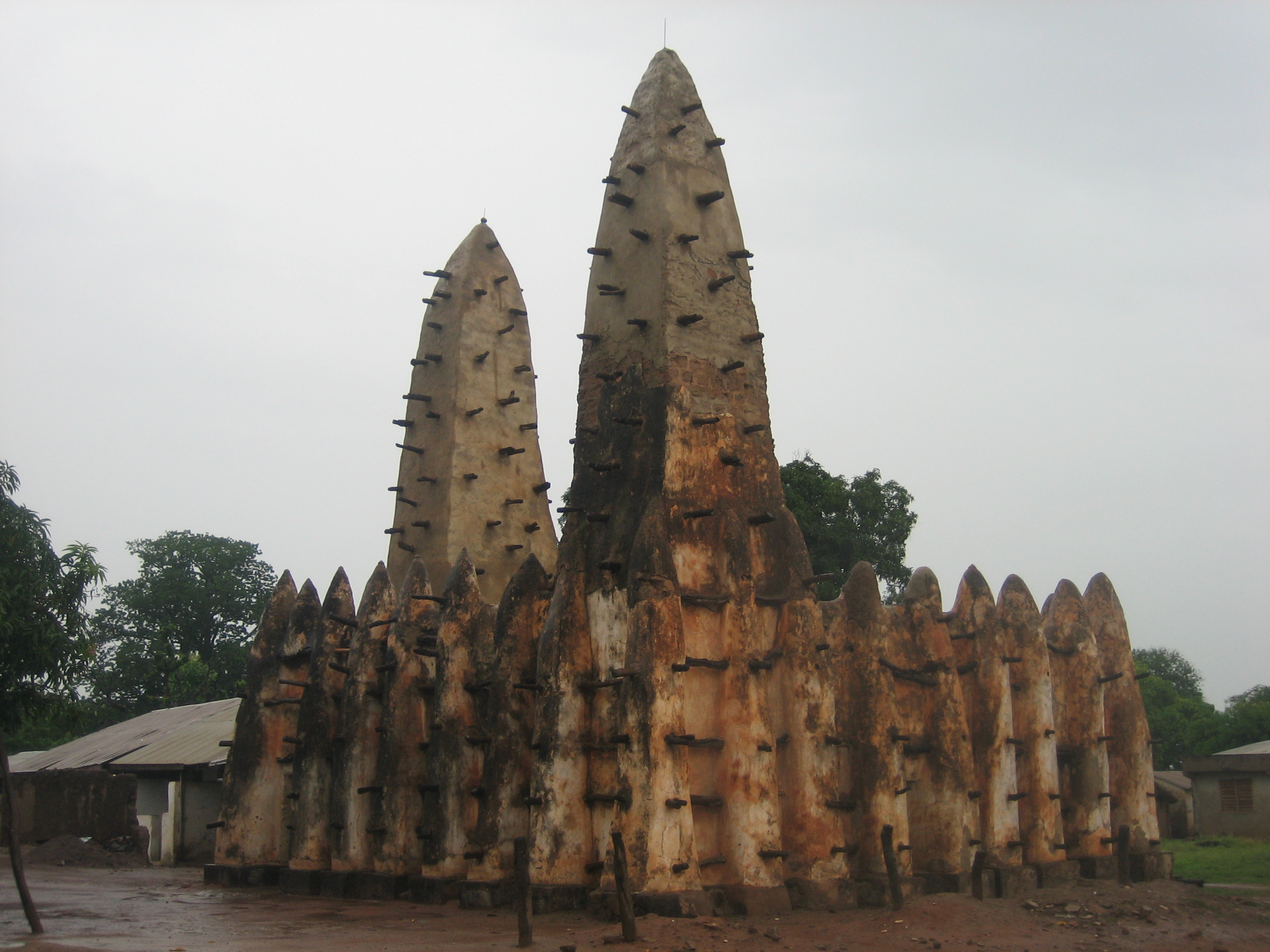
Mesquita mandé a Ghana

Els pobles mandés (singular: mandé) o manden són un gran grup ètnic de l'Àfrica occidental que parlen alguna de les llengües mandé que engloba diversos grups humans. Hi ha mandés a Benin, Burkina Faso, Costa d'Ivori, el Txad, Gàmbia, Ghana, Guinea, Guinea Bissau, Libèria, Mali, Mauritània, Níger, Nigèria, Senegal i Sierra Leone. Els pobles mandés i els akans estan emparentats. Subgrups mandés són els malinkes o mandings, els soninkes o sarakoles, els bambares i els diules. Grups menors i poc coneguts són els ligbis, vais i bisses, entre d'altres. La immensa majoria són musulmans, religió que van adoptar al segle xiii.
El seu origen seria a les regions de Tichitt-Walata i Tagant, al sud de Mauritània, on apareixen restes de la seva existència entre el 2000 i el 700 aC. El grup dels soninkes va formar al primer mil·lenni el Regne de Ghana (a vegades, Imperi de Ghana); al segle xiii va emergir un nou estat, l'Imperi de Mali, fundat pels malinkes, que va eliminar el de Ghana; però, al seu torn, fou eliminat per l'Imperi Songhai.